# Claude Lamoureux
Claude Lamoureux (ur. 11 kwietnia 1962 w Saint-Hyacinthe) – kanadyjski duchowny katolicki, biskup Gaspé od 2023.

## Życiorys
Święcenia kapłańskie otrzymał 9 czerwca 1990 i został inkardynowany do diecezji Saint-Hyacinthe. Pracował głównie jako duszpasterz parafialny. W 2018 został wikariuszem generalnym diecezji.
23 lutego 2023 papież Franciszek mianował go biskupem diecezjalnym Gaspé. Sakry udzielił mu 3 maja 2023 metropolita Rimouski – arcybiskup Denis Grondin.